# Channing Frye
Channing Thomas Frye (* 17. Mai 1983 in White Plains, New York) ist ein ehemaliger US-amerikanischer Basketballspieler, der zwischen 2005 und 2019 in der NBA aktiv war. Er wuchs in Phoenix, Arizona auf und besuchte dort die St. Mary’s High School.

## Spielerkarriere
Nach der High School entschied sich Frye für eine Basketball-Stipendium an der University of Arizona. In vier Jahren auf dem College legte er im Schnitt 13,5 Punkte, 7,3 Rebounds und 1,9 Blocks pro Spiel auf, und erhielt zahlreiche individuelle Auszeichnungen, darunter eine Berufung in das Pac-10 All-Freshman Team nach seiner ersten Spielzeit und drei Berufungen in das All-Pac 10 Team in den Folgejahren. Nach seiner Zeit am College meldete sich Frye zum NBA-Draft 2005 und wurde an 8. Stelle von den New York Knicks ausgewählt.
Frye spielte seine Rookie- und seine Sophomore-Saison bei den Knicks. Nach seiner Debütsaison 2005/06 wurde er ins 2005/06 NBA All-Rookie First Team gewählt. 2007 wurde er zusammen mit Steve Francis zu den Portland Trail Blazers im Tausch für Zach Randolph, Fred Jones und Dan Dickau transferiert. Am 14. Juli 2009 unterschrieb er als Free Agent einen 2 Jahresvertrag über 3,8 Millionen US-Dollar bei den Phoenix Suns, wo er in der Saison 2009/10 durchschnittlich 11,2 Punkte, 5,3 Rebounds und 1,4 Assists pro Spiel verzeichnet hat. Im Sommer 2010 unterschrieb er eine Vertragsverlängerung von 5 Jahren und 30 Millionen US-Dollar.
Bei einer Routineuntersuchung vor der Saison 2012/13 wurde bei Frye eine Dilatative Kardiomyopathie festgestellt. Seine weitere sportliche Karriere war dadurch ungewiss.
Zur Saison 2013/2014 kehrte Frye endgültig auf das Spielfeld zurück und spielte mit den Suns eine gute Saison. Nach Saisonende lief sein Vertrag in Phoenix aus. Trotz eines weiteren Angebots bei den Suns zu bleiben wechselte Frye innerhalb der Liga und unterschrieb einen Vertrag über 4 Jahre bei den Orlando Magic. Frye spielte zwei weniger überzeugende Jahre bei den Magic und wurde im Frühjahr 2016 zu den Cleveland Cavaliers transferiert, mit denen er 2016 seine erste NBA-Meisterschaft gewann.
Am 8. Februar 2018 wurde er von den Cavaliers zusammen mit Isaiah Thomas und dem Erstrundenpick der Cavaliers im NBA-Draft 2018 zu den Los Angeles Lakers im Tausch gegen Jordan Clarkson und Larry Nance Jr. transferiert. Nach Ablauf seines Vertrages entschied er sich im folgenden Sommer als Free Agent für eine Rückkehr zu den Cleveland Cavaliers auf Basis eines Einjahresvertrags. Zum Beginn der Saison 2018/19 gab Frye bekannt, dass diese seine letzte sein wird. Nach Saisonende trat er vom Profisport zurück.

## Sonstiges
Frye ist der Cousin des Basketballers Tobias Harris, der seit 2011 in der NBA spielt.